# Organització per a la Unitat Africana

L'Organització per a la Unitat Africana (anglès: The Organization of African Unity,OAU; francés: Organisation de l'unité africaine, OUA) va ser una organització intergovernamental creada el 25 de maig de 1963 a Addis Abeba, Etiòpia, amb 32 governs signants.
Alguns dels objectius clau de la OUA eren fomentar la integració política i econòmica entre els estats membres i erradicar el colonialisme i el neocolonialisme del continent africà. Un dels principals responsables de l'establiment de l'OUA va ser Kwame Nkrumah de Ghana. Va ser dissolt el 9 de juliol de 2002 pel seu últim president, el president Thabo Mbeki, i va ser substituïda per la Unió Africana (UA).
L'absència d'una força armada com la de les Nacions Unides no va deixar a l'organització cap mitjà per fer complir les seves decisions. Tampoc estava disposada a involucrar-se en els assumptes interns de les nacions membres, cosa que va provocar que alguns crítics parlessin de l'OUA com a fòrum de retòrica, no d'acció. Reconeixent això, l'OUA el setembre de 1999 va emetre la Declaració, demanant que es creés un nou òrgan. El 9 de juliol de 2002, es va crear la Unió Africana. La Unió Africana continua fins avui en dia defensant molts dels principis fundacionals de l'OUA.

### Història
L'OUA va ser fundada el maig de 1963 a Addis Abeba, Etiòpia, per 32 estats africans amb l'objectiu principal de reunir les nacions africanes i resoldre els problemes del continent. La seva primera conferència es va celebrar l'1 de maig de 1963 a Addis Abeba. En aquella conferència, el difunt historiador gambià —i un dels principals nacionalistes i panafricanistes gambians de l’època— Alieu Ebrima Cham Joof va pronunciar un discurs davant els estats membres, en què va dir:
| « | Tot just fa 75 anys quan les potències europees es van asseure al voltant de la taula a Alemanya sostenint cadascuna una daga per tallar Àfrica en benefici propi... El vostre èxit inspirarà i accelerarà la llibertat i la independència total del continent africà i erradicarà l’imperialisme i el colonialisme del continent i, finalment, el neocolonialisme del món... El vostre fracàs, pel qual no prega cap veritable africà a Àfrica, prolongarà la nostra lluita amb amargor i decepció. Per tant, ordeno que ignoreu qualsevol suggeriment fora d’Àfrica i que considereu que la civilització actual, de la qual es vanten alguns dels grans motors, va sorgir d’Àfrica i, adonant-vos que el món sencer té alguna cosa per aprendre d’Àfrica, s’esforçarà al màxim per arribar a un acord, salvar Àfrica de les urpes del neocolonialisme i ressuscitar la dignitat africana, la virilitat i l'estabilitat nacional. | » |

## Objectius
L'OUA tenia els objectius principals següents:

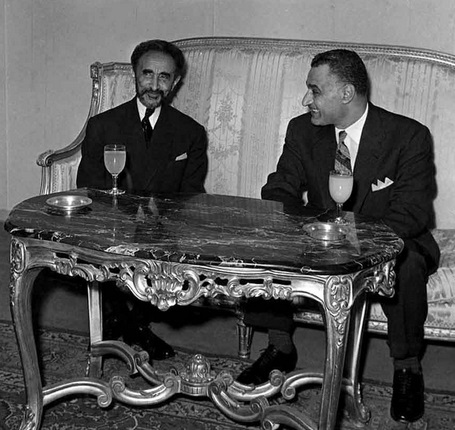
L'emperador d'Etiòpia Haile Selassie amb el president d'Egipte, Gamal Abdel Nasser, a Addis Abeba per a la cimera de l'Organització de la Unitat Africana, 1963.

- Coordinar i intensificar la cooperació dels estats africans per tal d’aconseguir una vida millor per als africans.[6]
- Defensar la sobirania, la integritat territorial i la independència dels estats africans.
- L’OUA també es va dedicar a l'erradicació de totes les formes de colonialisme i govern de les minories blanques, ja que, quan es va establir, hi havia diversos estats que encara no havien guanyat la seva independència o eren governats per les minories blanques. Sud-àfrica i Angola eren dos d’aquests països. L’OUA va proposar dues maneres d’eliminar el continent del colonialisme i del govern de les minories blanques. En primer lloc, defensaria els interessos dels països independents i ajudaria a perseguir la independència dels dels encara colonitzats. En segon lloc, es mantindria neutral pel que fa als assumptes mundials, evitant que els seus membres fossin controlats una vegada més per potències externes.

Es va crear un Comitè d’Alliberament per ajudar els moviments independentistes i vetllar pels interessos dels estats ja independents. L'OUA també pretenia mantenir-se neutral en termes de política global, cosa que impediria que fossin controlats una vegada més per forces externes, un perill especial amb la Guerra Freda.
L'OUA també tenia altres objectius:
- Assegurar que tots els africans gaudeixin dels drets humans.
- Augmentar el nivell de vida de tots els africans.
- Resoldre disputes entre els membres, no a través d'enfrontaments, sinó de negociacions pacífiques i diplomàtiques.[7]

Poc després d’aconseguir la independència, diversos estats africans van expressar un creixent desig de més unitat al continent. Tanmateix, no tothom va estar d'acord sobre com es podia aconseguir aquesta unitat i van sorgir dos grups amb opinions al respecte:
- El Grup de Casablanca, liderat per Kwame Nkrumah de Ghana, volia una federació de tots els països africans. A part de Ghana, comprenia també Algèria, Guinea, el Marroc, Egipte, Mali i Líbia. Fundat el 1961, els seus membres van ser descrits com a "estats progressistes".
- El bloc monrovià, dirigit per Senghor del Senegal, va considerar que la unitat s'hauria d'aconseguir gradualment, mitjançant la cooperació econòmica. No donava suport a la noció de federació política. Els seus altres membres eren Nigèria, Libèria, Etiòpia i la majoria de les antigues colònies franceses.

Algunes de les discussions inicials van tenir lloc a Sanniquellie, Libèria. La disputa finalment es va resoldre quan l'emperador etíop Haile Selassie va convidar els dos grups a Addis Abeba, on posteriorment es va establir l'OUA i la seva seu. La Carta de l’Organització va ser signada per 32 estats africans independents.
En el moment de la dissolució de l'OUA, 53 dels 54 estats africans eren membres; El Marroc va marxar el 12 de novembre de 1984 després de l'admissió de la República Àrab Sahrauí Democràtica com a govern del Sàhara Occidental el 1982.